# サラブレッド・ドント・クライ
『サラブレッド・ドント・クライ』(Thoroughbreds Don't Cry) は、1937年のアメリカ合衆国のミュージカル・コメディ映画。
アルフレッド・グリーンが監督し、ミッキー・ルーニーとジュディ・ガーランドの初共演映画となった。

## ストーリー
クリケット・ウエスト(ジュディ・ガーランド)は素晴らしい歌声を持つ、女優志願者である。寄宿舎を営む変わり者の叔母は騎手の世話をしている。騎手のリーダーは生意気だが腕のあるティミー・ドノヴァン(ミッキー・ルーニー)である。若い英国紳士ロジャー・カルヴァトン(ロナルド・シンクレア)が持ち馬プーカーと共にやってきて、ティミーは高額賞金のレースでプーカーに乗せてもらえるよう説得し、事態は急速に変化する。ティミーの父親が八百長を企みティミーは失格となる。八百長に気付いたクリケットとその叔母のおかげでロジャーは優勝し、ティミーの父は逮捕される。

## キャスト
- ティミー・ドノヴァン：ミッキー・ルーニー
- クリケット・ウエスト：ジュディ・ガーランド
- マザー・ラルフ：ソフィ・タッカー
- サー・ピーター・カルヴァトン：C・オーブリー・スミス
- ロジャー・カルヴァトン：ロナルド・シンクレア
- ウィルキンス：フォレスター・ハーヴェイ
- クリック・ドノヴァン：チャールズ・ブラウン
- ディンク・レイド：フランキー・ダーロ
- ドク・ゴドフリー：ヘンリー・コルカー
- ヒルダ：ヘレン・トロイ
- レーシング・スチュワード：フランシス・ブッシュマン (クレジット無し)
- ヒギンズ警官：ロバート・ホマンズ (クレジット無し)

## 制作
1937年の映画『踊る不夜城』の中で楽曲「You Made Me Love You (I Didn't Want to Do It)」でジュディ・ガーランドがクラーク・ゲーブルについて歌ったことが話題になった。多忙なガーランドは『踊る不夜城』とよりミュージカル色の強い1938年の映画『エブリバディ・シング』の2本を掛け持ちで撮影していた。
本作はミッキー・ルーニーとジュディ・ガーランドが共演した最初の映画作品となった。アーサー・フリードとナシオ・ハーブ・ブラウンがガーランドのために2曲作曲したが、「Got A Pair of New Shoes」のみが採用された。この時作曲された「Sun Showers」もガーランドによりレコーディングされ、現在も親しまれている。
レースの終盤で追い上げる逆転勝ちで有名な騎手ティミーをルーニーが演じ、ティミーが住む騎手の寄宿舎を運営するソフィ・タッカー演じるマザー・ラルフの姪クリケットをガーランドが演じた。C・オーブリー・スミス演じるピーター・カルヴァトンとロナルド・シンクレア演じるその孫ロジャーが登場する。身分は高いが貧乏なカルヴァトン家の2人にとって唯一の資産は勝ち馬プーカーのみである。
ティミーの騎馬の腕は優秀だが、チャールズ・ブラウン演じる父親が瀕死の病を装い、治療費の名目で八百長の金を得るためプーカーが出走するレースでティミーにわざと負けるよう約束させる。ティミーは父親の言う通りにするが、その後父親の嘘を知る。
当初ロジャー役はフレディ・バーソロミューであったが、ガーランドがのちに語ったところによると、声変わりにより降板してロナルド・シンクレアが代役となった。ルーニーとガーランドの相性は良く、MGMは1948年の『ワーズ&ミュージック』まで2人を何度も共演させた。本作はフランキー・ダーロがディンク・レイド役でカメオ出演している。

## 興行収入
MGMの記録によると、アメリカとカナダで$426,000、それ以外で$305,000の興行収入があり、$29,000の損失となった。